# FA Cup 1882-1883
De FA Cup 1882-1883 was de 12de editie van de oudste bekercompetitie van de wereld in het voetbal, de Engelse FA Cup. De FA Cup werd gewonnen door Blackburn Olympic. De club won voor het eerst in zijn bestaan de beker na finalewinst tegen uittredend bekerhouder Old Etonians. Aan het toernooi zouden 84 teams deelnemen, 11 meer dan vorig seizoen. Vijf teams speelden echter nooit een wedstrijd.

## Voorrondes

### Eerste ronde
| Thuisclub            | Uitslag        | Bezoekers               | Datum            |
| -------------------- | -------------- | ----------------------- | ---------------- |
| Darwen               | 4-1            | Blackburn Park Road     | 21 oktober 1882  |
| Reading              | Bye            |                         |                  |
| Barnes               | 2-4            | Brentwood               | 28 oktober 1882  |
| Royal Engineers      | 3-1            | Woodford Bridge         | 21 oktober 1882  |
| Maidenhead           | 0-2            | Old Westminsters        | 4 november 1882  |
| Clapham Rovers       | 3-0            | Kildare                 | 4 november 1882  |
| Upton Park           | Bye            |                         |                  |
| Windsor Home Park    | 3-0            | Acton                   | 4 november 1882  |
| Old Etonians         | 1-1            | Old Foresters           | 4 november 1882  |
| Swifts               | 4-1            | Highbury Union          | 4 november 1882  |
| Rochester            | 2-0            | Hotspur                 | 4 november 1882  |
| Druids               | 1-1            | Oswestry                | 4 november 1882  |
| Notts County         | 6-1            | Sheffield               | 4 november 1882  |
| Nottingham Forest    | Walk-over      | Brigg Brittania         |                  |
| West End             | 1-3            | Hendon                  | 4 november 1882  |
| Blackburn Rovers     | 11-1           | Blackpool St John's     | 23 oktober 1882  |
| Hanover United       | 1-0            | Mosquitos               | 4 november 1882  |
| Aston Villa          | 4-1            | Walsall Swifts          | 21 oktober 1882  |
| Old Carthusians      | 6-0            | Pilgrims                | 21 oktober 1882  |
| Sheffield Wednesday  | 12-2           | Spilsby                 | 4 november 1882  |
| Blackburn Olympic    | 6-3            | Accrington              | 4 november 1882  |
| Reading Minster      | Walk-over      | Remnants                |                  |
| Dreadnought          | 1-2 Match void | South Reading           | 21 oktober 1882  |
| Mitchell St George's | 4-1            | Calthorpe               | 28 oktober 1882  |
| Small Heath Alliance | 3-3            | Stafford Road           | 11 november 1882 |
| Sheffield Heeley     | Bye            |                         |                  |
| Bolton Wanderers     | 6-1            | Bootle                  | 4 november 1882  |
| Lockwood Brothers    | 4-3            | Macclesfield Town       | 4 november 1882  |
| Darwen Ramblers      | 5-2            | South Shore             | 14 oktober 1882  |
| Chatham              | Bye            |                         |                  |
| Grimsby Town         | Walk-over      | Queen's Park            |                  |
| Walsall Town         | 4-1            | Staveley                | 21 oktober 1882  |
| Northwich Victoria   | 3-2            | Astley Bridge           | 28 oktober 1882  |
| Etonian Ramblers     | 6-2            | Romford                 | 21 oktober 1882  |
| Hornchurch           | 0-2            | Marlow                  | 28 oktober 1882  |
| Church               | 5-0            | Clitheroe               | 2 september 1882 |
| Chesterfield Spital  | 1-7            | Wednesbury Old Athletic | 4 november 1882  |
| Bolton Olympic       | 4-7            | Eagley                  | 4 november 1882  |
| Aston Unity          | Bye            |                         |                  |
| Irwell Springs       | 2-5            | Lower Darwen            | 28 oktober 1882  |
| Halliwell            | 3-2            | Great Lever             | 21 oktober 1882  |
| Phoenix Bessemer     | Walk-over      | Grantham                |                  |
| United Hospital      | 3-0            | London Olympic          | 4 november 1882  |
| Haslingden           | Bye            |                         |                  |
| Liverpool Ramblers   | 1-1            | Southport Central       | 21 oktober 1882  |

### Eerste ronde - Replays
| Thuisclub         | Uitslag | Bezoekers            | Datum            |
| ----------------- | ------- | -------------------- | ---------------- |
| Old Etonians      | 3-1     | Old Foresters        | 18 november 1882 |
| Oswestry          | 0-2     | Druids               | 18 november 1882 |
| Dreadnought       | 1-2     | South Reading        | 4 november 1882  |
| Stafford Road     | 6-2     | Small Heath Alliance | 18 november 1882 |
| Southport Central | 0-4     | Liverpool Ramblers   | 4 november 1882  |

### Tweede ronde
| Thuisclub           | Uitslag   | Bezoekers               | Datum            |
| ------------------- | --------- | ----------------------- | ---------------- |
| Darwen              | 1-0       | Blackburn Rovers        | 2 december 1882  |
| Royal Engineers     | 8-0       | Reading                 | 29 november 1882 |
| Marlow              | Walk-over | Reading Minster         |                  |
| Clapham Rovers      | 7-1       | Hanover United          | 2 december 1882  |
| Windsor Home Park   | 3-1       | United Hospital         | 30 november 1882 |
| Old Etonians        | 2-1       | Brentwood               | 2 december 1882  |
| Swifts              | 2-2       | Upton Park              | 30 november 1882 |
| Rochester           | Bye       |                         |                  |
| Druids              | 5-0       | Northwich Victoria      | 9 december 1882  |
| Notts County        | Bye       |                         |                  |
| Hendon              | 2-1       | Chatham                 | 2 december 1882  |
| Nottingham Forest   | 7-2       | Sheffield Heeley        | 2 december 1882  |
| Eagley              | 3-1       | Halliwell               | 2 december 1882  |
| Aston Villa         | 4-1       | Wednesbury Old Athletic | 18 november 1882 |
| Old Carthusians     | 7-0       | Etonian Ramblers        | 2 december 1882  |
| Sheffield Wednesday | 6-0       | Lockwood Brothers       | 2 december 1882  |
| Blackburn Olympic   | 8-1       | Lower Darwen            | 9 december 1882  |
| Bolton Wanderers    | 3-0       | Liverpool Ramblers      | 2 december 1882  |
| Darwen Ramblers     | 3-2       | Haslingden              | 2 december 1882  |
| Grimsby Town        | 1-9       | Phoenix Bessemer        | 25 november 1882 |
| Walsall Town        | 4-1       | Stafford Road           | 2 december 1882  |
| Church              | Bye       |                         |                  |
| Aston Unity         | 3-1       | Mitchell St George's    | 2 december 1882  |
| South Reading       | Bye       |                         |                  |
| Old Westminsters    | Bye       |                         |                  |

### Tweede ronde - Replay
| Thuisclub | Uitslag | Bezoekers  | Datum           |
| --------- | ------- | ---------- | --------------- |
| Swifts    | 3-2     | Upton Park | 2 december 1882 |

### Derde ronde
| Thuisclub         | Uitslag | Bezoekers           | Datum            |
| ----------------- | ------- | ------------------- | ---------------- |
| Royal Engineers   | Bye     |                     |                  |
| Marlow            | Bye     |                     |                  |
| Clapham Rovers    | 3-0     | Windsor Home Park   | 6 januari 1883   |
| Old Etonians      | 7-0     | Rochester           | 16 december 1882 |
| Swifts            | Bye     |                     |                  |
| Druids            | 0-0     | Bolton Wanderers    | 6 januari 1883   |
| Notts County      | 4-1     | Phoenix Bessemer    | 27 december 1882 |
| Hendon            | 11-1    | South Reading       | 6 januari 1883   |
| Nottingham Forest | 2-2     | Sheffield Wednesday | 6 januari 1883   |
| Eagley            | Bye     |                     |                  |
| Aston Villa       | 3-1     | Aston Unity         | 6 januari 1883   |
| Old Carthusians   | 3-2     | Old Westminsters    | 16 december 1882 |
| Blackburn Olympic | 8-0     | Darwen Ramblers     | 16 december 1882 |
| Walsall Town      | Bye     |                     |                  |
| Church            | 2-2     | Darwen              | 6 januari 1883   |

### Derde ronde - Replays
| Thuisclub           | Uitslag | Bezoekers         | Datum           |
| ------------------- | ------- | ----------------- | --------------- |
| Bolton Wanderers    | 1-1     | Druids            | 22 januari 1883 |
| Druids              | 1-0     | Bolton Wanderers  | 29 januari 1883 |
| Sheffield Wednesday | 3-2     | Nottingham Forest | 13 januari 1883 |
| Darwen              | 0-2     | Church            | 20 januari 1883 |

### Vierde ronde
| Thuisclub           | Uitslag | Bezoekers       | Datum            |
| ------------------- | ------- | --------------- | ---------------- |
| Marlow              | 0-3     | Hendon          | 3 februari 1883  |
| Clapham Rovers      | Bye     |                 |                  |
| Old Etonians        | 2-0     | Swifts          | 24 januari 1883  |
| Druids              | 2-1     | Eagley          | 10 februari 1883 |
| Aston Villa         | 2-1     | Walsall Town    | 27 januari 1883  |
| Old Carthusians     | 6-2     | Royal Engineers | 25 januari 1883  |
| Sheffield Wednesday | 1-4     | Notts County    | 12 februari 1883 |
| Blackburn Olympic   | 2-0     | Church          | 3 februari 1883  |

### Vijfde ronde
| Thuisclub         | Uitslag | Bezoekers      | Datum            |
| ----------------- | ------- | -------------- | ---------------- |
| Notts County      | 4-3     | Aston Villa    | 3 maart 1883     |
| Hendon            | 2-4     | Old Etonians   | 3 maart 1883     |
| Old Carthusians   | 5-3     | Clapham Rovers | 20 februari 1883 |
| Blackburn Olympic | 4-1     | Druids         | 24 februari 1883 |

## Halve finale
| Thuisclub         | Uitslag | Bezoekers       | Datum         |
| ----------------- | ------- | --------------- | ------------- |
| Old Etonians      | 2-1     | Notts County    | 17 maart 1883 |
| Blackburn Olympic | 4-0     | Old Carthusians | 17 maart 1883 |

## Finale
| Thuisclub         | Uitslag | Bezoekers    | Datum         |
| ----------------- | ------- | ------------ | ------------- |
| Blackburn Olympic | 2-1     | Old Etonians | 31 maart 1883 |